# Englebert Opdebeeck
Englebert Opdebeeck, né le 27 décembre 1946 à Weerde, est un ancien coureur cycliste professionnel belge.

## Palmarès
- 1968
  - 1re étape de la Flèche du Sud
  - 2e de Courtrai-Gammerages
  - 3e du Circuit du Hainaut
  - 3e du Tour de Belgique amateurs
- 1969
  - Circuit du Brabant occidental
- 1970
  - 4ea étape du Tour de Luxembourg
  - Circuit de Niel
  - 2e du Grand Prix de la ville de Vilvorde
  - 2e de Renaix-Tournai-Renaix
- 1972
  - Grand Prix de Péruwelz
- 1973
  - 4e étape des Quatre Jours de Dunkerque
  - 2e du Grand Prix de Denain
  - 2e du Grand Prix d'Orchies
- 1974
  - 2e du Circuit du Brabant occidental
  - 3e du Tour du Condroz
  - 3e du Grand Prix de l'Escaut
  - 3e du Grand Prix Beeckman-De Caluwé
- 1975
  - Prologue du Tour des Pays-Bas (contre-la-montre par équipes)
  - 3e du Prix de Saint-Amands
- 1976
  - 1re étape du Circuit Mandel-Lys-Escaut
  - 2e du Omloop van de Westkust

## Résultats sur le Tour de France
- 1972 : hors délais (8e étape)
- 1973 : mis hors course (8e étape)